# UDB Jeunes
L'UDB Jeunes (UDBy), UDB Yaouank en breton ou UDB Jieunes en gallo, est le mouvement des jeunes de l'Union démocratique bretonne, un parti politique autonomiste, de gauche et écologiste implanté en Bretagne. Créé en 2007, le mouvement représente les membres du parti ayant moins de 30 ans et revendique une centaine d'adhérents. Il est présent dans les manifestations sociales de la région et organise régulièrement ses propres actions militantes. Mobilisés lors des élections, certains membres ont pu se voir élire conseillers municipaux et conseillers communautaires.

## Idéologie
L'UDB Jeunes est le mouvement des jeunes de l'Union démocratique bretonne et, comme elle, se revendique autonomiste, de gauche et écologiste,. Par leurs actions, les jeunes de l'UDB entendent montrer qu'ils ne se préoccupent « pas seulement de la langue bretonne ou de la réunification » mais qu'ils souhaitent aussi « mettre en lumière des problèmes réels et concrets concernant l’avenir de la jeunesse en Bretagne et en Europe ». Ils visent donc « les problématiques environnementales et socio-économiques […] afin d’impulser un nouveau souffle en faveur des politiques publiques en direction des jeunes ». 
Les jeunes autonomistes souhaitent « accompagner la nouvelle dynamique de l'UDB, promouvoir ses idées, une façon différente de faire de la politique ». Ils savent aussi faire entendre leur propre voix au sein du parti ; une voix parfois marquée comme lorsqu'ils ont affiché leur opposition au projet d'aéroport de Notre-Dame-des-Landes à l'occasion du congrès national de 2012 à Mûr-de-Bretagne et en participant aux manifestations dans le bocage nantais,, .

## Organisation

### Structure interne
L'UDB Jeunes est animée par les adhérents de l'Union démocratique bretonne ayant moins de 35 ans. Le mouvement revendiquait une centaine de membres en septembre 2011 ; la  jeune génération représentant plus généralement environ 20 % des effectifs du parti. 
Créée en 2007, elle s'est d'abord structurée autour d'un bureau composé de cinq membres élu tous les ans : un responsable, qui avait également la charge de porte-parole, un vice-responsable, un chargé des affaires internationales, un secrétaire et un trésorier. D'autres membres pouvaient prendre part au bureau avec des délégations thématiques comme les relations avec le monde étudiants. En 2008, les jeunes autonomistes obtiennent que leur responsable soit membre de droit au bureau politique du parti,. À partir de 2010, il est élu lors d'une assemblée générale organisée tous les deux ans à l'occasion des congrès nationaux de l'UDB. Depuis 2013, la branche jeunes a modifié son mode de fonctionnement pour évoluer vers une organisation dite horizontale.
Les responsables de l'UDB Jeunes sont successivement Gwendal Riwal de juin 2007 à novembre 2010, Julien Le Bot de novembre 2010 à novembre 2012,, et Nil Caouissin de novembre 2012 à novembre 2014,. Lors du 32e congrès de l'UDB à Préfailles en Loire-Atlantique, ce sont deux porte-paroles qui sont élus de manière paritaire : Victor Gallou et Trefina Kerrain.
Au niveau européen, l'UDBy est affiliée à la branche jeunes de l'Alliance libre européenne (European Free Alliance Youth, EFAy), un parti politique européen qui siège au Parlement européen et qui rassemble des partis régionalistes, autonomistes ou indépendantistes présents sur le territoire de l'Union européenne.

### Identité visuelle
Le premier logo apparu à la création de l'UDB Jeunes est, semble-t-il, inspiré du logo de l'European Free Alliance Youth (EFAy). Il a laissé place à une nouvelle version sur les supports de communication en février 2013 :

Logo de l'EFAy dans les années 2000.
Logo de l'UDBy à sa création en 2007.
Logo de 2013 à 2023.
Logo depuis avril 2023.

### Actions militantes

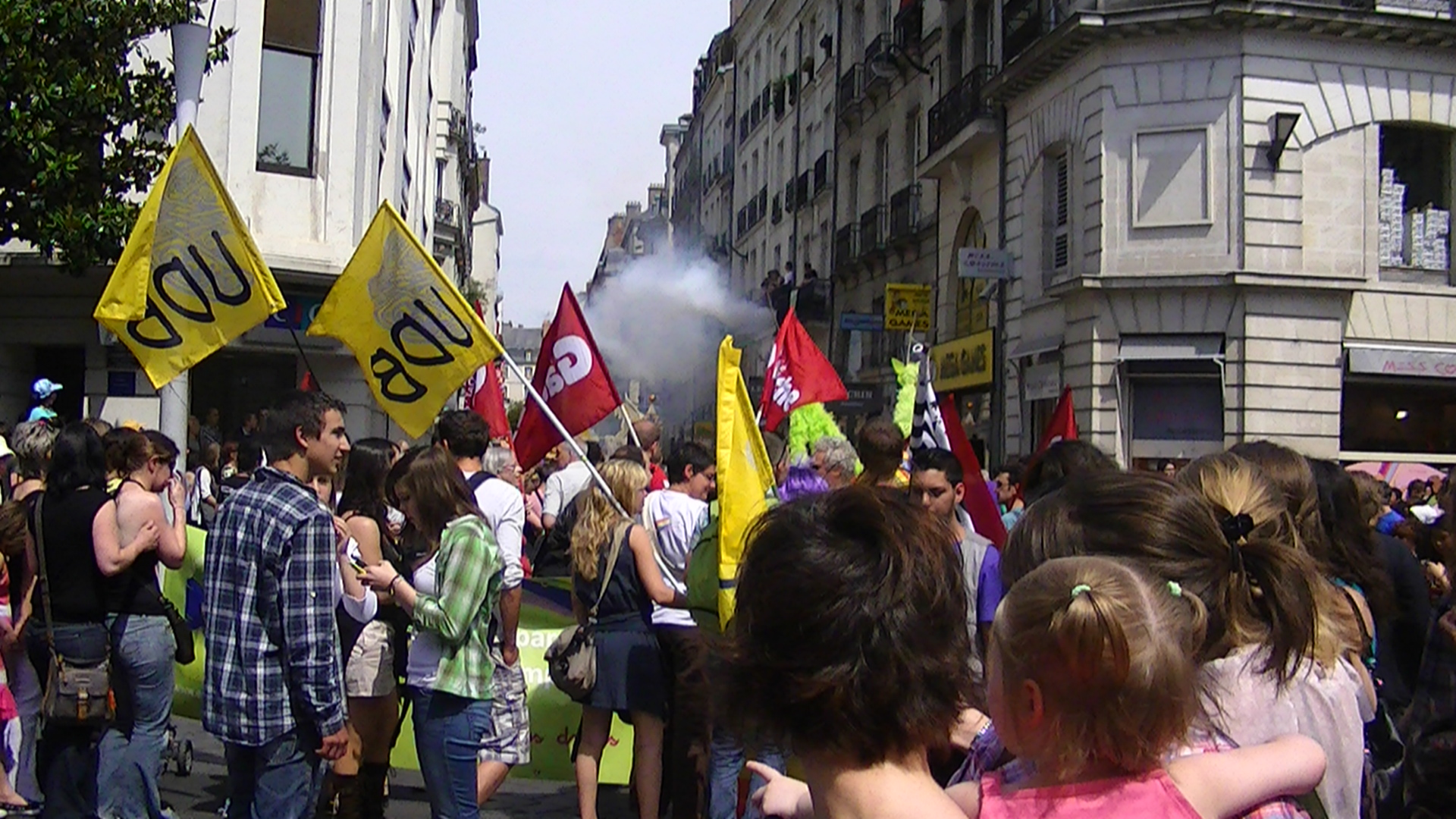
Des militants de l'UDBy pendant la Gay pride de Nantes le 21 mai 2011.

Si les jeunes autonomistes sont liés à l'UDB, ils bénéficient d'une large autonomie d'action. L'UDB Jeunes est régulièrement visible dans les manifestations, les sit-in ou dans des distributions de tracts,. Elle organise aussi ses propres actions militantes pour aller à la rencontre des publics et diffuser ses idées :
- Le festival « Reuz er Vro » : un modeste festival de trois jours alliant conférences et concerts. La première édition a eu lieu du 29 septembre au 1er octobre 2011[PPR 2],[SP 10].
- Le « Tro Breizh an emrenerezh » : une semaine pour faire un « tour de Bretagne de l'autonomie » et promouvoir les idées de l'UDB. Deux éditions ont été organisées en 2009 et 2010[A 2],[PPR 6],[PPR 7],[A 3],[L 2].
- Le « Weekend jeunes » : deux jours de rencontres et de débats, ouverts aux sympathisants, organisés plusieurs fois par an pour réfléchir et se confronter aux différents problèmes de société[SP 3],[PPR 8],[PPR 9].
- Des débats ou des tables rondes : en faveur des langues régionales[PPR 10] ou encore sur la place et le rôle des migrants dans notre territoire[PPR 11].
- Des opérations Clan du néon : actions directes et non-violentes menées régulièrement pour éteindre les enseignes qui restent allumées toute la nuit, en abaissant les leviers des interrupteurs inter-pompiers situés à l'extérieur des magasins[PPR 12],[SP 11].
- Des visites d'entreprises : ostréiculteurs, agriculteurs biologiques[PB 4], cidrerie industrielle[PB 5] ou encore concepteur d'hydroliennes[PPR 9].
- Des actions écologiques : création de talus[SP 12], nettoyage de ruisseaux[SP 13].
- Des marches militantes : notamment pour « défendre un service de transports ferroviaires efficace en Bretagne » et en maintenir ou développer le réseau secondaire[A 4],[A 5],[A 6],[A 7],[PPR 13].

Par ailleurs, des membres de l'UDB Jeunes ont pu être à l’initiative d'autres actions individuelles ou collectives comme la création d'une association LGBT à Lorient ou l'ouverture d'un cours de langue bretonne dans le campus vannetais de l'université de Bretagne-Sud (UBS),,.

## Histoire

### Les Jeunesses progressistes de Bretagne
Les Jeunesses progressistes de Bretagne (JPB), ou Yaouankizoù penn-a-raok Breizh en langue bretonne, sont considérées comme le premier mouvement de jeunesse de l'Union démocratique bretonne.
À la fin de l'année 1969, un groupe de jeunes lance un nouveau journal : Ni (qui signifie « nous » en breton).  Celui-ci se propose de rassembler les « jeunes progressistes bretons, notamment les travailleurs, apprentis, collégiens, lycéens ». Il est soutenu par dix cercles locaux, à commencer par celui du Faouët d'où est partie l'initiative. Ce regroupement aboutit rapidement à la création officielle des Jeunesses progressistes de Bretagne. Comme l'UDB fondée quelques années plus tôt, ce mouvement de jeunesse affirme l'existence du peuple breton, dénonce son exploitation coloniale par l'État français et condamne le capitalisme. Si les JPB soutiennent la formation politique, elles gardent pour autant une réelle autonomie : encore en pleine construction, l'UDB est occupée par son propre militantisme et ne souhaite pas s'immiscer tout de suite dans les affaires de ce jeune mouvement.
Les quelques années qui suivent changent la donne et voient les JPB évoluer « vers un certain gauchisme révolutionnaire ». En pleine guerre froide, certains d'entre eux voient en la médiatique République populaire d'Albanie un exemple concret : l'Albanie, plus petite et moins peuplée que la Bretagne, montrerait la possibilité d'une Bretagne indépendante et socialiste. Ce glissement idéologique pro-albanais, et donc pro-chinois, décide l'Union démocratique bretonne à s'investir davantage auprès des jeunes.
Les Jeunesses progressistes de Bretagne auront édité deux périodiques : Ni, 30 numéros publiés de décembre 1969 à 1974, puis Ar Morzhol qui n'a connu que trois numéros en 1974.

### Des JDB à l'UDB Jeunes
Pour les articles homonymes, voir JDB.
Par la suite, les Jeunesses progressistes de Bretagne se renomment Jeunesses démocratiques bretonnes (JDB) et deviennent officiellement la branche jeune de l'UDB. Dans les années 1990, les jeunes autonomistes modernisent leur nom  en Jeunes démocrates bretons (JDB) dans une période où, faible en effectif, le mouvement est surtout voué aux contacts européens. Puis le mouvement semble s’essouffler et disparaître jusqu'à l'arrivée dans le milieu des années 2000 d'une nouvelle vague de jeunes militants.
En 2007, ces nouveaux militants fondent Re Yaouank an UDB (UDBy), Les jeunes de l'UDB en français. Leur sigle s'inspire des mouvements de jeunes internationaux comme l'European Free Alliance Youth (EFAy) à laquelle ils adhèrent. Le mouvement se structure jusqu'à obtenir en 2008 le droit de voir son responsable siéger et voter au bureau politique du parti. En novembre 2011, à l'occasion d'une assemblée générale organisée à Nantes, le nom choisi quelques années plus tôt laisse sa place à une version plus courte, UDB Jeunes (UDBy), dont la version en breton UDB Yaouank correspond davantage au sigle de la formation qui, lui, est conservé.

## Élections

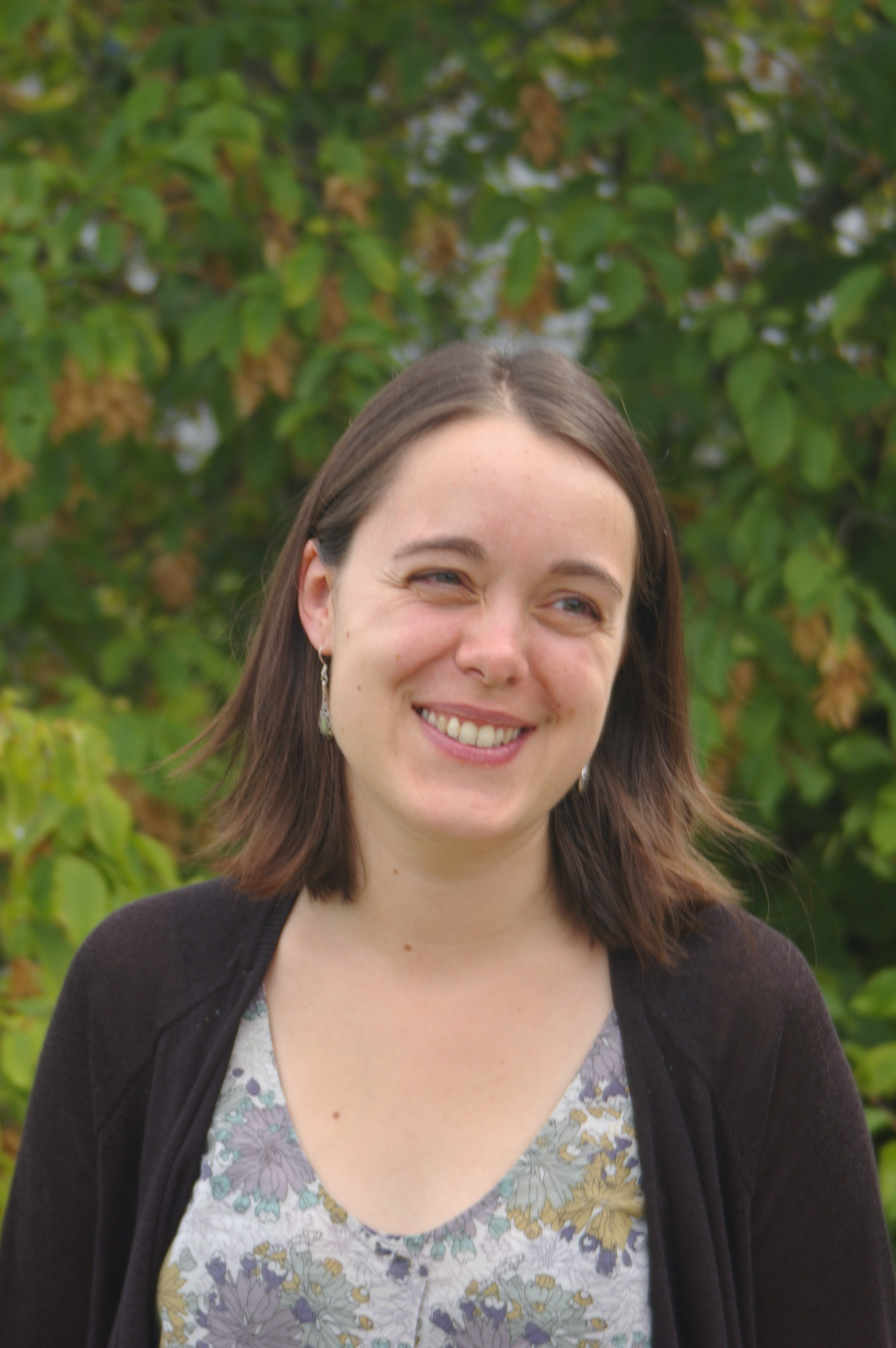
Ana Sohier est élue conseillère municipale à Rennes depuis 2008.

Les membres de l'UDB Jeunes s'impliquent aussi pendant les campagnes électorales et plusieurs d'entre eux ont pu se voir élire : 
- Gwendal Riwal, conseiller municipal de Guingamp (Côtes-d'Armor). Élu à l'âge de 23 ans lors des élections municipales de mars 2008 sur une liste de la gauche plurielle (PS, UDB-Gauche alternative, Verts, PCF)[SP 16]. À la Ville de Guingamp, il siège dans trois commissions : « Finances », « Économie et formation, commerce et tourisme » et « Urbanisme, affaires foncières ». Il est conseiller communautaire à la communauté de communes de Guingamp et délégué au syndicat mixte de développement du pays de Guingamp[SI 1], [PB 7]. Gwendal Riwal ne se représente pas lors des élections municipales de mars 2014.
- Ana Sohier, conseillère municipale de Rennes (Ille-et-Vilaine). Élue à l'âge de 25 ans lors des élections municipales de mars 2008 sur une liste de la gauche plurielle (PS, UDB, Verts, PCF, PRG). Elle est chargée de la délégation « patrimoine culturel et immatériel »[A 8], [PB 7] ; c'est la première élue en France à avoir reçu une délégation à ce titre[PPR 16]. Ana Sohier se représente lors des élections de mars 2014 et est élue conseillère municipale déléguée au patrimoine et à la politique linguistique et conseillère communautaire de Rennes Métropole[SI 2].
- Étienne Kerbaul, conseiller municipal de Lanleff (Côtes-d'Armor). Élu lors des élections municipales de mars 2008 sur une « liste d'ouverture majoritairement de gauche »[PPR 17], [PB 7]. Il ne se représente pas lors des élections de mars 2014.
- Renan Mollo, conseiller municipal de Riantec (Morbihan). Élu à l'âge de 23 ans lors des élections municipales de mars 2014 sur une liste sans étiquette[EL 2].
- Gwennoline Salaün, conseillère municipale de Plourhan (Côtes-d'Armor). Élue à l'âge de 24 ans lors des élections municipales de mars 2014 sur une liste divers gauche[PPR 18].
- Anthony Hamelin, conseiller municipal de Saint-Herblain (Loire-Atlantique). Élu à l'âge de 26 ans lors des élections municipales de mars 2014 sur une liste de la gauche plurielle (PS, EELV, PCF, UDB, PRG).

## Éditions

Manchette de la revue Koulmig.

Les jeunes autonomistes rédigent régulièrement des articles pour Le Peuple breton dont le rédacteur en chef n'est autre que Gael Briand, membre de l'UDB Jeunes de 2007 à 2014,. En parallèle, le mouvement éditait à partir de novembre 2008 la revue Koulmig, un quatre ou huit-pages en ligne se voulant mensuel et qui a vu son 25e et dernier numéro paraître en octobre 2013,,,.
Dans le cadre de ses travaux, l'UDBy a publié en septembre 2011 un document de 24 pages intitulé Contribution à la réflexion sur la jeunesse bretonne. Cette production, qui donne le point de vue de l'UDBy sur les problèmes vécus par la jeunesse, a été proposée aux conseillers régionaux à l'occasion d'un débat organisé par la Région Bretagne le 21 septembre 2011. Lors de ce débat, trois des amendements défendus par les conseillers régionaux UDB sont directement issus du travail de réflexion des jeunes autonomistes. L'un d'entre eux, s'il n'a pas été voté, a par ailleurs été suivi d'effet : l'UDBy proposait un élargissement des tarifs jeunes de la SNCF aux 26-30 ans en argumentant sur le fait que les parcours de formation initiale peuvent se prolonger au-delà de 25 ans. C'est ce qu'a provisoirement mis en place la SNCF pendant le dernier trimestre 2011.